# Всемирный день статистики
Всемирный день статистики (англ. World Statistics Day) — праздник, который впервые отмечался 20 октября 2010 года. Отмечается не раз в год, а раз в пять лет. О Всемирном дне статистики объявила Статистическая комиссия ООН. По данным на 2010 год, праздник, связанный со статистикой, отмечался в 103 странах, причём 51 африканская страна на тот момент праздновала Африканский день статистики (18 ноября). 
Следующий Всемирный день статистики будет отмечаться 20 октября 2025 года.
В рамках Всемирного дня статистики Королевское статистическое общество провело акцию, посвященную статистической грамотности. Для акции было выбрано время 20:10, так как оно напоминало о дате праздника (20.10.2010).

## Комментарии
1. ↑  По состоянию на 2020 год